# Edifici Astòria
L'Edifici Astòria és una construcció situada al carrer de París, 193-197 de Barcelona, catalogada com a com a bé cultural d'interès local.

## Història
Projectat per l'arquitecte German Rodríguez Arias com una reinterpretació de l'obra de Walter Gropius, és, pels usos que acull (bar, cinema i habitatges), una de les obres més complexes dels components del GATCPAC.

## Descripció
Té sis plantes residencials i un cinema a la planta baixa. Tres dels habitatges tenen vista al carrer, mentre els altres tres donen a un pati interior d'illa. L'estructura és d'acer, el que permet minimitzar la secció dels pilars i les bigues. Alhora, possibilita tenir una llum de gairebé 21 m d'amplada per al vestíbul del cinema i l'obertura del carrer i permet alliberar aquest espai.
L'arquitecte no va poder prescindir dels patis interiors de ventilació, pràcticament obligats a causa de la profunditat de la parcel·la i les ordenances municipals. No eren del seu gust, ja que contravenien els principis moderns que rebutjaven els principis estructurals i tipològics de les edificacions de l'Eixample per raons conceptuals i higièniques.
La façana segueix els criteris compositius de la Bauhaus, típics de la cultura de la màquina. Es tracta d'una façana perfectament seriada i austera on es combinen els ritmes en ratlles horitzontals i verticals. S'alternen, sòbriament, forats i massissos sobre un pla, realitzat amb un estucat, del qual sobresurten tres columnes de balcons. Aquestes terrasses es projecten en voladís en els esmentats balcons de formigó amb barana metàl·lica. Produeixen unes ombres molt intenses a la façana. Les ratlles horitzontals estan determinades per les finestres. S'acaba amb una volumetria esglaonada que reflecteix la solució en dúplex dels habitatges de les últimes plantes. El vestíbul i el bar del cinema es resolen amb materials metàl·lics seguint l'estètica maquinista o marítima.